# Barjac (Lozère)
Barjac ist eine französische Gemeinde im Département Lozère in der Region Okzitanien. Sie gehört zum Arrondissement Mende und zum Kanton Bourgs sur Colagne.
Das Dorf hat 791 Einwohner (Stand 1. Januar 2022) auf einer Fläche von 29,89 km².

## Geographie
Barjac liegt im Tal des Flusses Lot am Zusammenfluss mit der Ginèze zwischen Mende und Chanac. Der Ort liegt auf einer Höhe zwischen 650 und 1212 m am Rande des Causse-Changefège. Nachbargemeinden sind Cultures, Balsièges, Esclanèdes und Gabrias.  

## Geschichte
Im 19. Jahrhundert wurden bei Barjac römische Mosaike und Töpferarbeiten gefunden. Im Mittelalter gehörte das Gebiet um Barjac und der Ort selbst zum Besitz der Barone von Cénaret, diese spielten eine wichtige Rolle während der Religionskriege. 

## Bevölkerungsentwicklung
Die Bevölkerungszahlen haben sich seit Mitte des 19. Jahrhunderts erheblich reduziert. 1841 hatte die Gemeinde noch 1028 Einwohner. Danach verringerte sich die Einwohnerzahl erheblich. Seit 1968 hat sich dann die Einwohnerzahl wieder um fast 50 % erhöht. 
| 1962 | 1968 | 1975 | 1982 | 1990 | 1999 | 2006 | 2018 |
| ---- | ---- | ---- | ---- | ---- | ---- | ---- | ---- |
| 442  | 399  | 411  | 445  | 557  | 598  | 641  | 751  |

## Infrastruktur

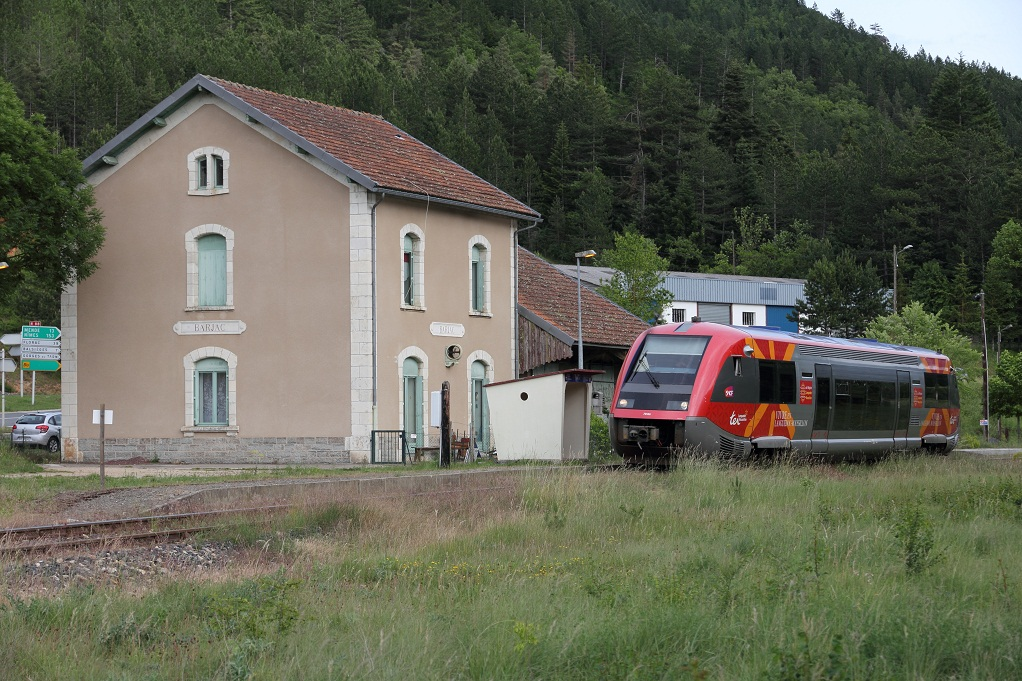
Bahnhof

Barjac hat einen Bahnhof an der Bahnstrecke La Bastide–Saint-Laurent-les-Bains. Der entsprechende Streckenabschnitt und der Bahnhof wurden 1884 von der Compagnie des chemins de fer du Midi et du Canal latéral à la Garonne eröffnet.
Durch den Ort führt die ehemalige Nationalstraße N 88, die mittlerweile zur Departementsstraße D 88 abgestuft wurde. Nächste Autobahn ist die A 75 (Europastraße E 11), ca. 12 km Luftlinie westlich von Barjac und über die D 808 erreichbar.
Hauptgewerbe sind die Landwirtschaft- und Forstwirtschaft sowie kleinere Industriebetriebe. Nördlich von Barjac in Richtung Marvejols wird in größerem Umfang Spat abgebaut, dieser wird auch unter den Fundstellenangaben "Les Causses" oder "Causses" angeboten.

## Sehenswürdigkeiten
Zu den Sehenswürdigkeiten von Barjac gehört eine Statue der Jungfrau Maria aus dem 19. Jahrhundert auf dem Hügel Cénaret. Diese Statue ist auch ein Wallfahrtsort. Hier befinden sich auch die Reste einer romanisch-gotischen Kirche aus dem 13. Jahrhundert mit einem Chorsaal aus dem 14. Jahrhundert und 4 seitlichen Kapellen. Auf dem Hügel über dem Ort lag ein Schloss der Barone von Cénaret, das jedoch 1597 im Auftrag des Herzogs von Ventadour abgerissen wurde. 